# Al·lèrgia al pol·len

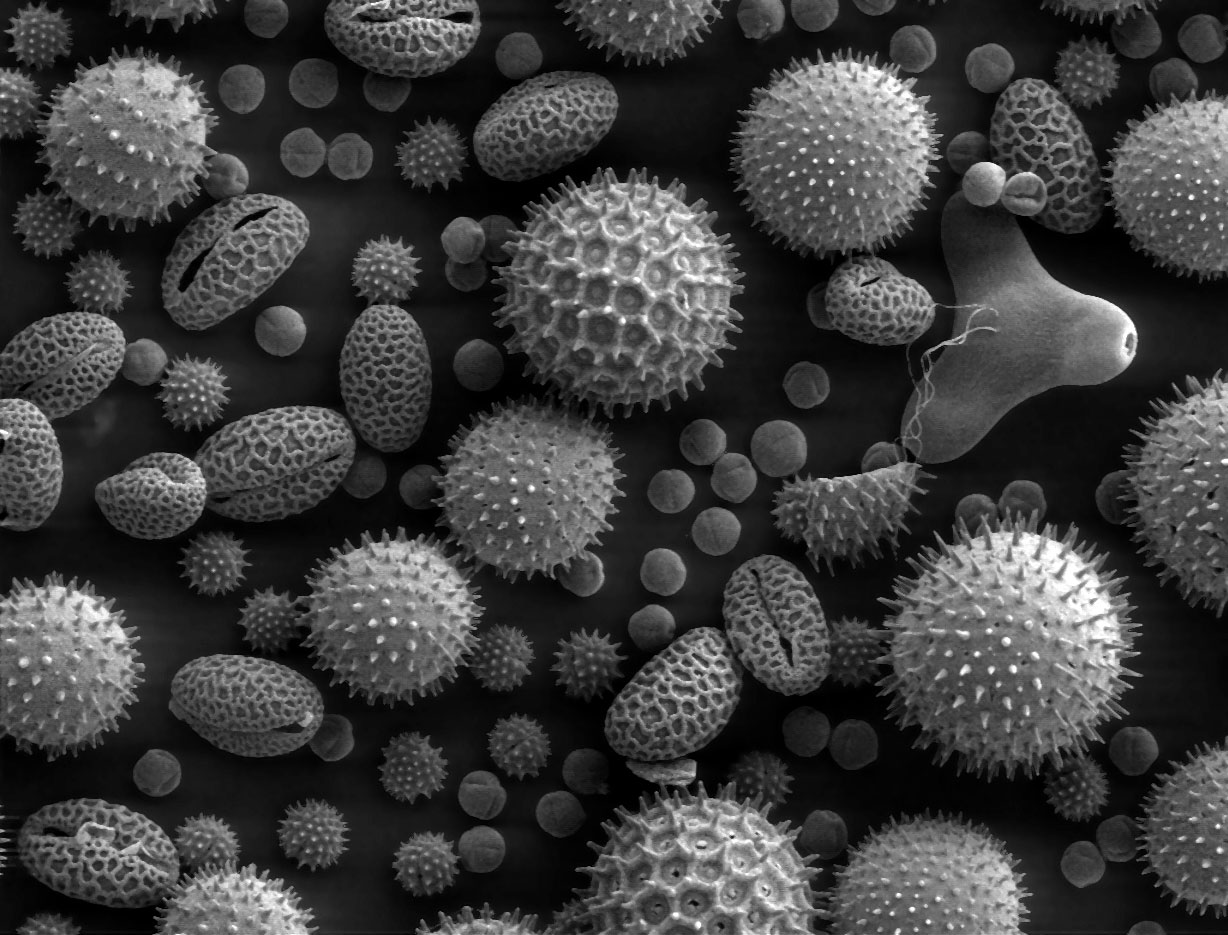
Alguns tipus de pol·len poden produir al·lèrgies.

L'al·lèrgia al pol·len o a les espores també dita polinosi i amb el nom informal de febre del fenc (en anglès: hay fever), aquest terme informal es refereix especialment a la rinitis al·lèrgica. És el desencadenament d'una reacció al·lèrgica que es manifesta amb símptomes de rinitis, conjuntivitis, asma bronquial i/o cutanis que poden ser d'aparició aguda i de gran intensitat. Es considera que a partir de 50 grans de pol·len per metre cúbic d'aire es poden produir manifestacions de símptomes al·lèrgics. Es calcula que entre un 2-5% de la població general és al·lèrgica a algun tipus de pol·len. L'aerobiologia (és a dir, l'estudi de la diversitat i el nivell de pòl·lens i espores a l'aire) pot contribuir a detectar els elements causants de l'al·lèrgia i millorar la qualitat de vida dels individus afectats.

## Tipus de pol·len i espores
Generalment els tipus de pòl·lens que causen al·lèrgies són els de les plantes anemòfiles (el pol·len de les quals les dispersa els corrents d'aire.) Les plantes anemòfiles produeixen grans quantitats de grans de pol·len de pes lleuger el qual és portat a gran distància i que fàcilment és inhalat posant-se en contacte amb els passadissos nasals sensibilitzats.
Els pòl·lens més al·lergènics als Països catalans són de Parietaria o morella roquera, diverses gramínies (que és el tipus de pol·len al qual més persones són al·lèrgiques), xiprer, olivera, plàtan d'ombra, blets (Chenopodium) i plantatge. Localment també són importants els d'avellaner, bedoll, Artemisia i altres. Pel que fa a les espores, les més problemàtiques són Alternaria i Cladosporium.

## Època de l'any
L'època de pol·linització de les plantes està en funció del tipus de planta, de les condicions climàtiques i de la situació geogràfica. Per tant, l'època en què es desencadeni l'al·lèrgia dependrà del tipus de pol·len al que s'estigui sensibilitzat. La major part de les plantes que produeixen al·lèrgia pol·linitzen en els mesos de primavera (encara que algunes ho fan a la tardor - hivern). L'inici i final de l'estació pol·línica per a una determinada planta és molt similar any rere any, encara que les concentracions de pol·len poden ser molt diferents. Quan plou el nivell de pol·len a l'aire davalla ràpidament. Però els vents que acompanyen les tempestes els poden fer pujar.

## Mesures preventives
Cal la identificació del pol·len al qual s'és al·lèrgic amb això es pot saber les plantes que el produeixen i l'època de la pol·linització que presenten. Les concentracions de pol·len són més altes a la matinada i als vespres, però és en els dies assolellats, secs i amb vent quan es troba més pol·len a l'ambient. Entre les mesures de prevenció aconsellades estan les de no exposar-se a les plantes a les que es sigui al·lèrgic, fer servir ulleres de sol, tenir les finestres tancades durant la nit, en cas d'usar motos o bicicletes usar una mascareta, no tallar la gespa ni estendre roba a l'exterior, ja que si pot acumular pol·len.

## Reacció al·lèrgica
La reacció al·lèrgica ocorre quan un individu que inhala pol·len té el sistema immunitari sensibilitzat i fa produir anticossos. Aquests anticossos s'uneixen a cèl·lules mastòcits, que contenen histamina. Quan els mastòcits són estimulats pel pol·len o la pols, s'allibera la histamina (i altres productes químics). Això causa la picor la inflamació i la producció de mucositat. Els símptomes varien entre els individus.

### Tractament
És recomanable utilitzar un calendari pol·línic o les informacions sobre les quantitats de pol·len en l'aire que permetin evitar les zones de risc. En alguns casos es prescriu portar una màscara antipol·len. El vent marítim porta relativament pocs pòl·lens però el litoral sovint és ric en plantes resinoses i els raigs ultraviolats i l'ozó poden degradar certs pòl·lens i fer-los més al·lèrgens.
Els antihistamínics són efectius en el tractament de casos lleus d'al·lèrgia al pol·len, dins d'aquest tipus de medicament s'inclouen la loratadina, cetirizina i clorfenamina. Aquests no prevenen la descàrrega d'histamina, però prevenen una part de la reacció en cadena activada per aquesta amina biogènica, amb alleujament considerable dels símptomes. Un efecte secundari dels antihistamínics és la somnolescència i pèr tant es recomana no prendre aquests medicaments si es condueixen vehicles o es consumeixen begudes alcohòliques. Tanmateix aquests efectes secundaris poden variar entre individus.
Els descongestius poden ser administrats de diferents maneres com són les píndoles o esprais nasals. Els descongestius com la pseudoefredina, xilometazolina i drixoral es poden adquirir sense recepta però en cas d'hipertensió arterial cal evitar-los, en cas de problemes de pròstata produeixen complicacions.